# Луис Рейнър
Луис Рейнър (Luise Rainer) е германо-американо-британска актриса, живяла и работила в Холивуд. 

## Биография
Двукратна носителка на Оскар. През 1936 година печели награда от Нюйоркската критика за ролята си във „Великият Зигфелд“. За същия филм на деветата церемония по връчване на наградите „Оскар“ е удостоена с наградата за най-добра женска роля. Има алея на славата в Холивуд. Тя е най-възрастният жив носител на наградата (на 100 години през 2010). Има два брака и една дъщеря от втория.
Луис Рейнър умира от пневмония на 30 декември 2014 г. в дома си в Лондон.

## Избрана филмография
| Година | Филм             | Оригинално заглавие | Роля      | Режисьор       |
| ------ | ---------------- | ------------------- | --------- | -------------- |
| 1936   | Великият Зигфелд | The Great Ziegfeld  | Анна Хелд | Робърт Леонард |